# Aleksander Poniewierka
Aleksander Stefan Poniewierka (ur. 13 lipca 1944 w Korzennie w województwie świętokrzyskim) – generał dywizji Wojska Polskiego.

## Życiorys
W latach 1962–1965 był podchorążym Oficerskiej Szkoły Wojsk Pancernych im. Stefana Czarnieckiego w Poznaniu. Po ukończeniu szkoły oficerskiej został skierowany do 1 Warszawskiego Pułku Czołgów Średnich im. Bohaterów Westerplatte w Elblągu, gdzie zajmował stanowisko dowódcy plutonu czołgów, dowódcy pododdziału rozpoznawczego oraz dowódcy kompanii czołgów. W latach 1970–1971 był wykładowcą Cyklu Taktyki Ogólnej Wyższej Szkoły Oficerskiej Wojsk Pancernych im. Stefana Czarnieckiego w Poznaniu, a w latach 1971–1974 słuchaczem Akademii Sztabu Generalnego im. gen. broni Karola Świerczewskiego w Rembertowie.
Po ukończeniu studiów został wyznaczony na stanowisko starszego oficera w Wydziale Operacyjnym Sztabu 16 Kaszubskiej Dywizji Pancernej w Elblągu. W maju 1975 objął stanowisko szefa sztabu – zastępcy dowódcy 60 Kartuskiego Pułku Czołgów Średnich w Elblągu, a rok później powierzono mu obowiązki dowódcy 28 Saskiego Pułku Czołgów Średnich w m. Czarne. W latach 1979–1988 był zastępcą dowódcy do spraw liniowych 20 Warszawskiej Dywizji Pancernej w Szczecinku, szefem Oddziału Szkolenia Bojowego Pomorskiego Okręgu Wojskowego w Bydgoszczy oraz dowódcą 16 Kaszubskiej Dywizji Pancernej w Elblągu. W latach 1988–1990 był słuchaczem Akademii Sztabu Generalnego Sił Zbrojnych ZSRR im. Klimienta Woroszyłowa w Moskwie. Po powrocie ze studiów zagranicznych został dowódcą 8 Dywizji Zmechanizowanej w Koszalinie.
11 listopada 1991 Prezydent RP Lech Wałęsa wręczył mu nominację na generała brygady. Od października 1992 pełnił służbę w Sztabie Generalnym WP, kierując najpierw Zarządem Szkolenia Bojowego, a od lipca 1996 Zarządem Szkolenia Wojsk. W listopadzie 1996 został szefem szkolenia – zastępcą dowódcy Wojsk Lądowych w Warszawie. 15 sierpnia 1998 Prezydent RP Aleksander Kwaśniewski wręczył mu nominację na generała dywizji. W marcu 2000, po zmianach organizacyjno-etatowych, został wyznaczony na stanowisko zastępcy dowódcy Wojsk Lądowych. 20 lutego 2003 został oficjalnie pożegnany przez Ministra Obrony Narodowej Jerzego Szmajdzińskiego w związku z zakończeniem zawodowej służby wojskowej.
Odznaczony m.in. Krzyżem Komandorskim Orderu Odrodzenia Polski (2000).